# Castelo de Caerphilly
O Castelo de Caerphilly (Castell Caerffili, em gaélico; Caerphilly Castle, em inglês) é um castelo normando que domina o centro histórico de Caerphilly, na Gales do Sul, Grã-Bretanha. Foi construído para parar as ambições de Llywelyn o Último em direcção a sul. Encontra-se classificado como um listed building com o Grau I desde 28 de janeiro de 1963.
Erguido na sua maior parte entre 1268 e 1271, trata-se de um típico exemplar de fortificação normanda, o maior de Gales e considerado um dos maiores da Europa. É, ainda, um dos mais antigos exemplares de castelo concêntrico. Acha-se rodeado de lagos artificiais, pouco profundos, que se destinavam a retardar o avanço do inimigo e a impedir os trabalhos de sapa de suas muralhas.

## Construção

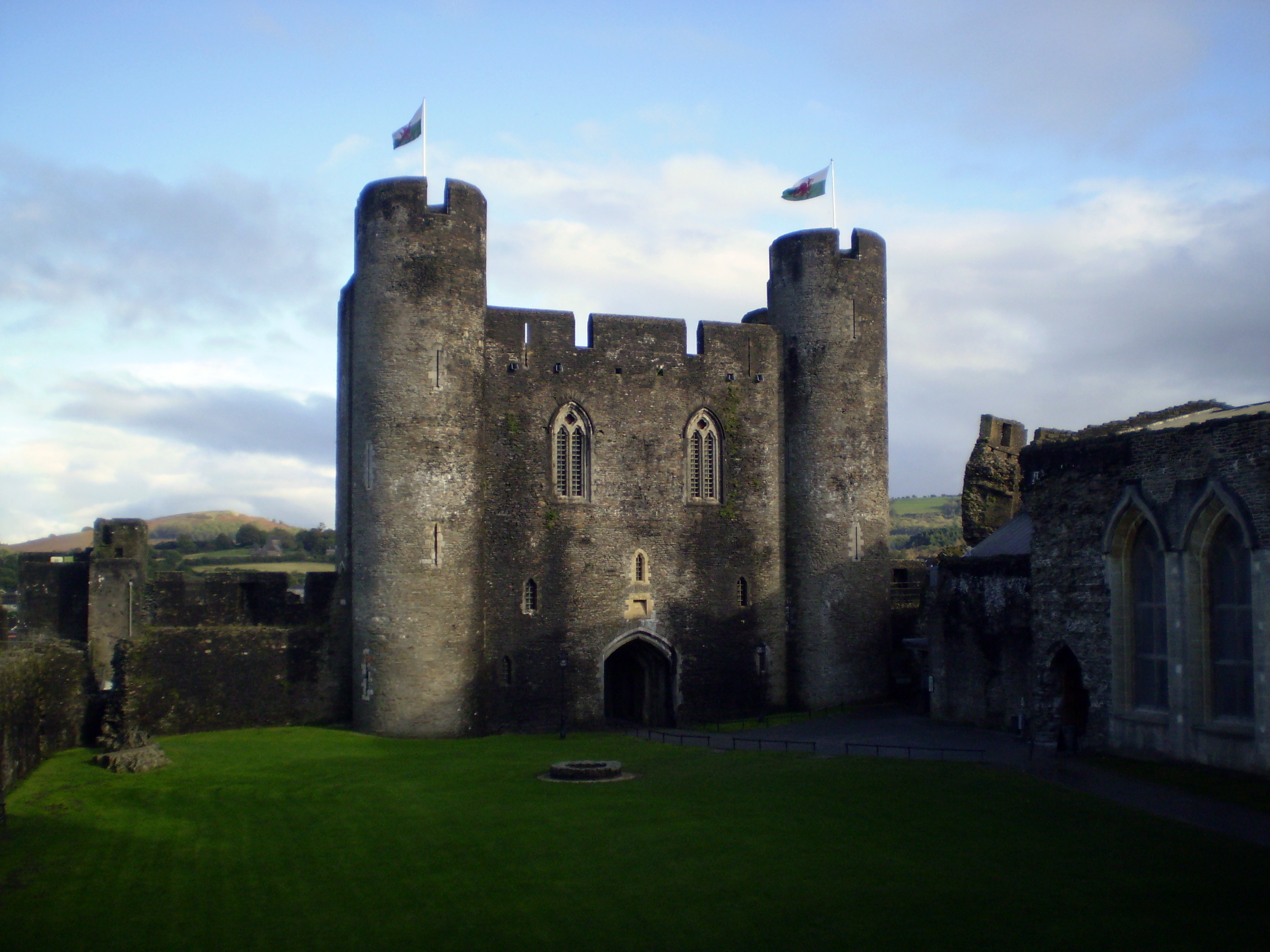
Torre restaurada no Castelo de Caerphilly.

O Castelo de Caerphilly é o maior castelo do País de Gales e o segundo maior na Grã-Bretanha depois do Castelo de Windsor. Construído principalmente entre 1268 e 1271, é um exemplo inicial de castelo concêntrico.
O monte oeste foi estendido para sul para criar uma barragem através do Nant Gledwr, levando à formação dum grande lago defensivo a sul do castelo principal. A represa foi fortificada em ambos os lados e tinha uma portaria a sul, a qual recebia a estrada de acesso; foi aqui que, mais tarde, a cidade de Caerphilly cresceu.
A ilha central era o sítio da principal estrutura do castelo, constituida por uma muralha de contenção (o pátio médio com portarias a este e oeste) e um pátio interior com portarias a este e oeste e torres circulares nos cantos.
Para oeste, uma outra vala separava o esporão, formando uma ilha ocidental; esta tinha uma muralha de retenção e foi nivelada, mas nenhuma fortificação de pedra foi construída ali.
Para norte, uma vala e margem formava um fosso defensivo.
Na fase final, a barragem foi estendida para norte para formar um outro lago a norte do fosso e margem, e um outro fosso e margem para oeste, enquanto uma outra portaria e uma obra exterior no meio da barragem dava acesso a oeste.
O conjunto foi construído ao longo dum período de quatro anos e o esquema foi, apenas, ligeiramente modificado desde então. O castelo cobre uma área de 30 acres, o que faz dele um dos maiores da Europa.

## História

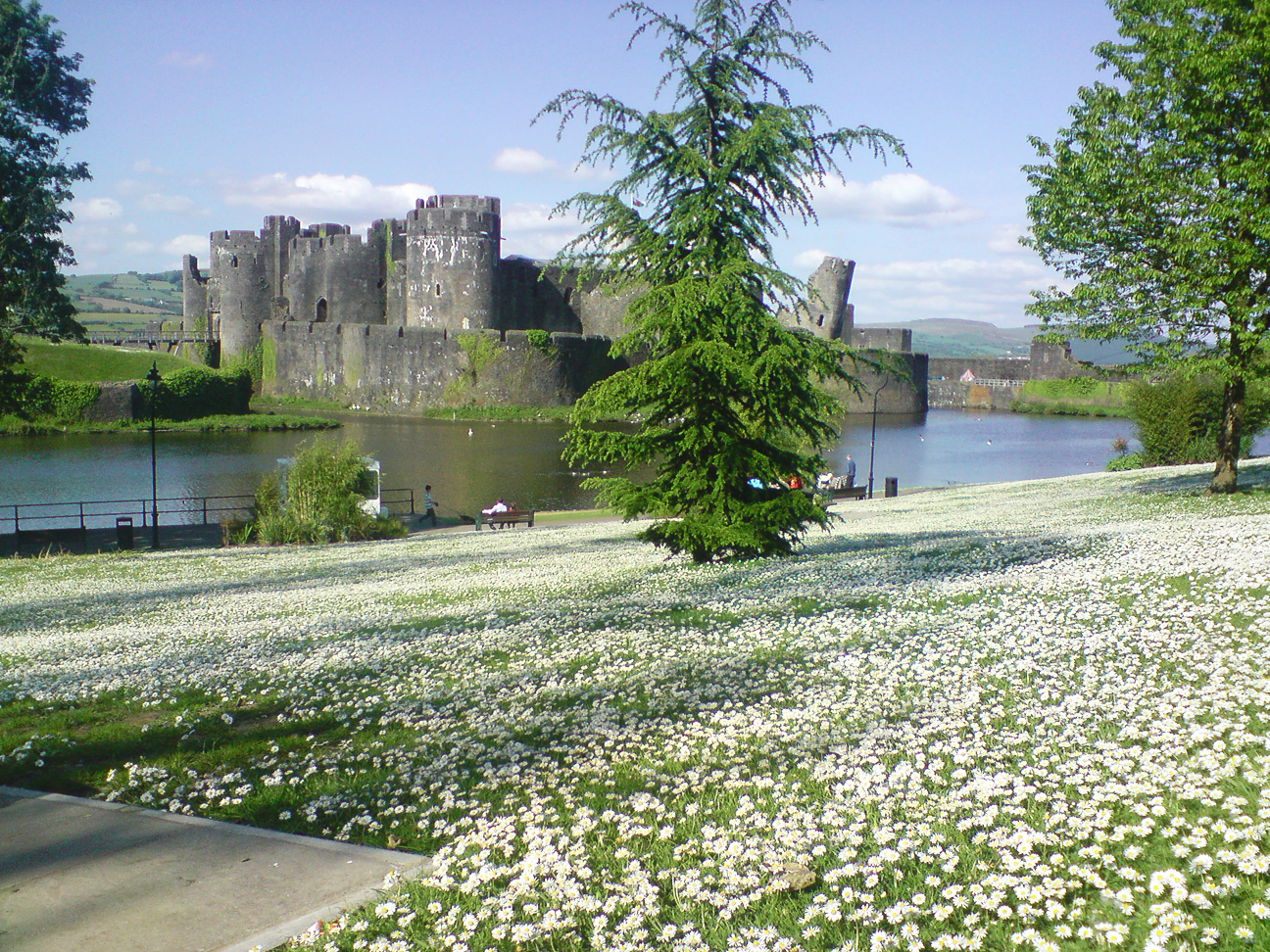
O Castelo de Caerphilly e a área circundante na primavera de 2009.

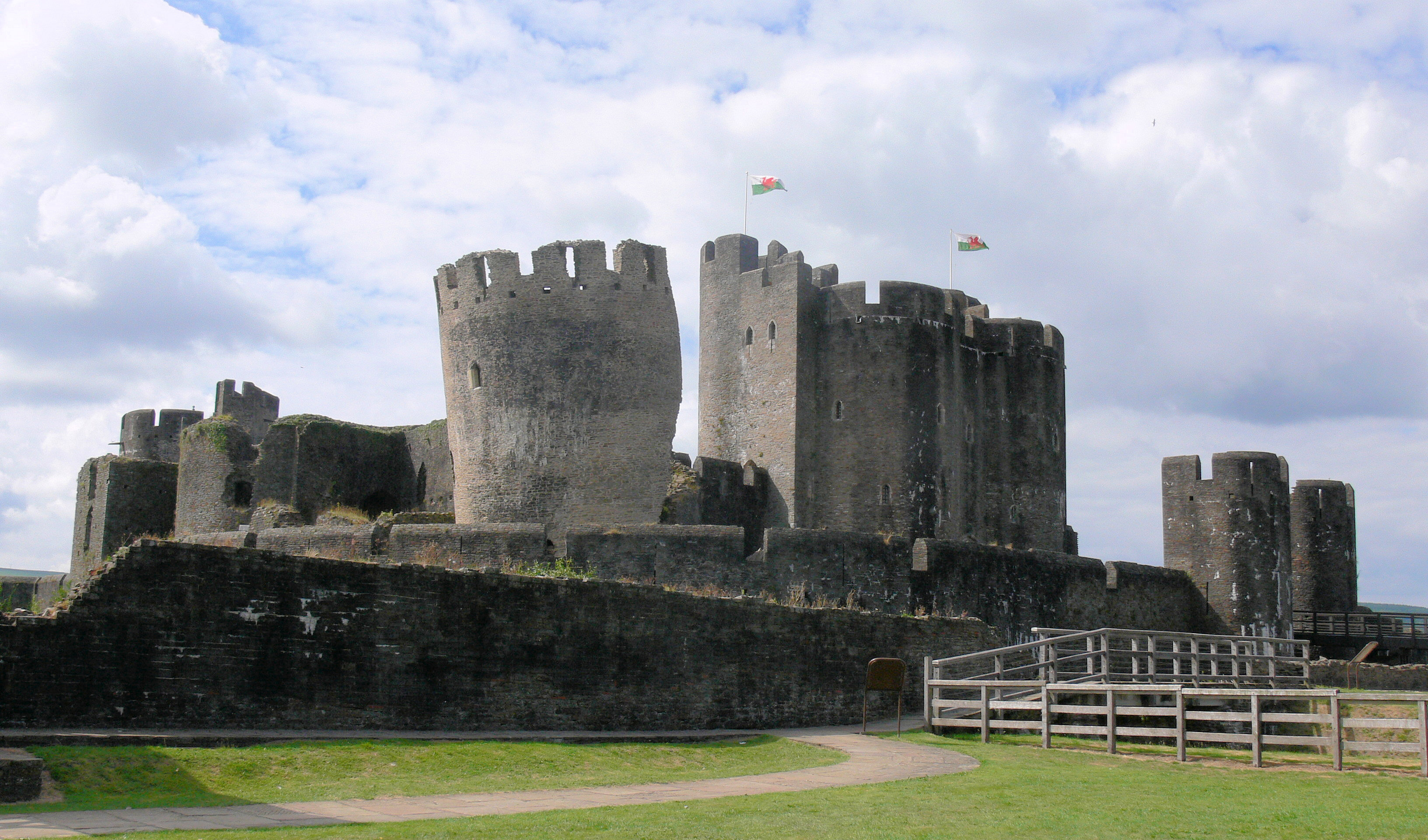
Vista parcial do castelo.

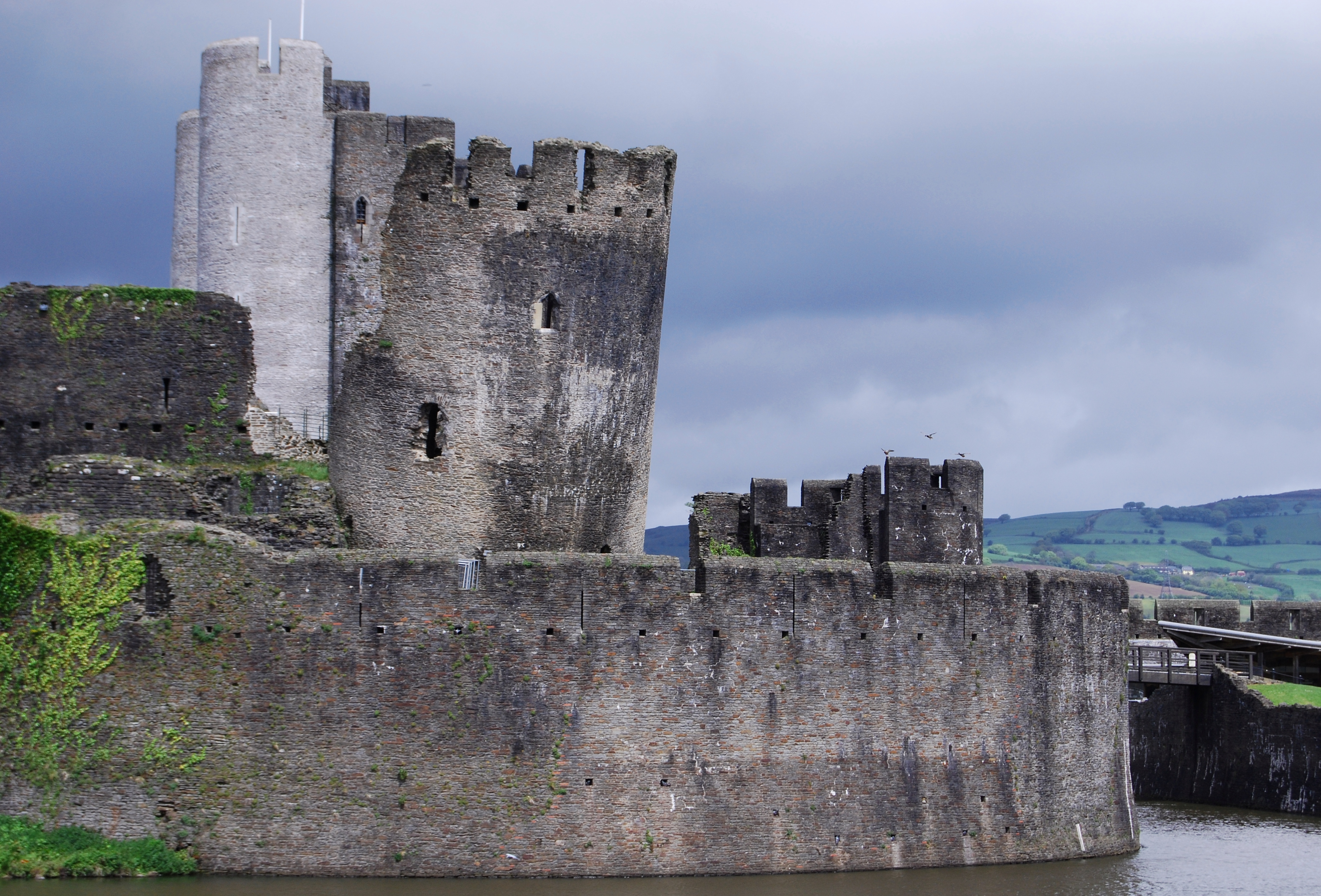
Detalhe da torre inclinada do Castelo de Caerphilly.

Ao contrário de muitos outros castelos galeses do século XIII, o Castelo de Caerphilly não foi construído pelo rei Eduardo I de Inglaterra na sua repressão aos senhores da Gália, mas por Gilbert de Clare, 3º Conde de Gloucester, um poderoso nobre ruivo de ascendência normanda, como resposta a uma disputa entre ele e o Príncipe de Gwynedd, Llywelyn o Último.
De início, a disputa foi mediada por Henrique III de Inglaterra (1216-1272), que designou um bispo para controlar temporariamente o castelo até que as questões fossem resolvidas. No entanto, o conde de Clare rapidamente recuperou o controle do castelo.

### Séculos XIII e XIV
De Clare continuou a deter o controle do castelo até ao reinado de Eduardo I de Inglaterra (1272-1307). Quando Llywelyn falhou em cinco ocasiões para fornecer serviços pedidos pelo rei, foi despojado do seu Senhorio e as suas terras foram invadidas pelo rei Eduardo. Isto removeu muitos dos requerimentos para o castelo e, a partir de então, foi usado principalmente como base de operações pelos Clares e, mais tarde, pelos Despensers. Mais para o final do século XIV, a família mudou-se para uma localização mais confortável e a maior parte do castelo foi abandonada enquanto fortaleza principal.
O castelo gozou dum período relativamente pacífico no século que se seguiu à sua construção. Foi assaltado, aparentemente, sem sucesso durante a revolta de Madog ap Llywelyn, em 1294-1295. Um ataque mais sério ocorreu em 1316, quando o nobre galês Llywelyn Bren teve sucesso ao penetrar as muralhas exteriores.

### Owain Glyndwr
As forças de Owain Glyndwr capturaram o Castelo de Caerphilly em 1403, mas a ocupação durou apenas uma centena de dias. Regressaram dois anos depois, em 1405, com a ajuda de forças francesas, no auge da rebelião, e retomaram o castelo, conservando-o por um ano. A guarnição só partiu após recuos noutros lugares, o que mudou a configuração da revolta no Sul de Gales.
Alguma manutenção foi feita pelos seus proprietários seguintes, Richard Beauchamp (faleceu em 1439), Richard Neville (faleceu em 1471) e Jasper Tudor (faleceu em 1495), provavelmente devido à sua utilização estratégica, mas isso deixou de acontecer no final do século XV.

### A Guerra Civil Inglesa
O catelo caíu, gradualmente, num estado de ruína, apesar de ter sido feita alguma manutenção em partes do conjunto, nomeadamente na casa da portaria oriental, que era usada como prisão. Apesar de ter permanecido praticamente intocado pela Guerra Civil Inglesa (1642-1648), os danos infligidos pelo exército Parlamentarista, em 1648, conduziu a um dos mais notáveis elementos do castelo, a sua inclinada torre sudeste. A torre possui 20 metros de altura e tem uma inclinação perpendicular de 3 metros.
A condição do castelo piorou até ao final do século XVIII, quando o primeiro Marquês de Bute começou obras de preservação. Três gerações de marqueses registaram os detalhes do castelo, limparam estruturas construídas contra as suas paredes com fins de arrendamento e, eventualmente, empreenderam análises escrupulosas e o restauro da alvenaria caída.

## Actualidade
Em 1950, 5º Marquês de Bute ofereceu o Castelo de Caerphilly ao governo britânico; o seu restauro e preservação são continuados actualmente pela Cadw . O castelo é, agora, essencialmente uma atracção turística e inclui uma pequena loja entre as suas duas pontes principais. Também está licenciado para a realização de cerimónias de casamento - sendo o grande hall o cenário escolhido, uma vez que permite acolher um máximo de 100 pessoas ao mesmo tempo, com o mobiliário necessário. Também é possível pescar carpas e outros peixes comuns nos lagos norte e sul.
Existe algum debate sobre se os danos à famosa torre foram, de facto, infligidos pelo exército Parlamentarista, ou causados pelo aluimento de terras.
No castelo estão expostas quatro réplicas de engenhos de cerco.